# خوان هويرتاس
خوان هويرتاس (بالإسبانية: Juan Huertas)‏ (مواليد 24 يونيو 1992) هو ملاكم بنمي، مثّل بلاده في الألعاب الأولمبية الصيفية 2012.

## روابط خارجية
خوان هويرتاس على موقع بوكس ريك (الإنجليزية) (registration required)
- خوان هويرتاس على موقع اللجنة الأولمبية الدولية (الإنجليزية)
- خوان هويرتاس على موقع أوليمبيديا (الإنجليزية)